# 理科教育
理科教育（りかきょういく）は、教科「理科」についての教育活動・内容などの総称。広義には、日本の学校教育（小学校・中学校・高等学校）における科学教育全般を指す。諸外国で類似する教育分野は「科学教育」と称する。自然科学に関する教育活動全般の他、環境教育や食育なども理科教育に含む事例も見られる。理科教育振興法で規定される「理科教育」は学校教育の「理科」に加え「数学」の分野も含む。
日本の小学校・中学校・高等学校における理科教育活動を狭義にとらえた場合、日本以外の科学教育を参考にしながら科学教育の望むべきあり方を目指してはいるものの、その内容は、純粋な科学教育とは少し異なる日本独自の変遷をたどっている（詳細は後述）。具体的な学習内容は学年により大きく異なるが、主として「理科に関する知識の習得およびその活用」がその目標となっている。
理科教育のなかで特定の領域について考えるときには、「物理教育」「化学教育」などと細分化される場合がある。理科教育全般を取り扱う研究分野は「理科教育学」と呼ばれ、教育学（教科教育学）の一分野として位置づけられる。

## 歴史

### 「理科」以前
江戸時代の初期より、渋川春海が中国や西洋の知識を取り入れて改暦を行ったり、関孝和が独自にベルヌーイ数を発見するなど、日本でも近代的な科学の知見を有する優秀な学者が登場するようになった。彼らは独自に師を得て、知識を得ていった学者たちである。明治時代になるまで、日本にはそもそも国家が全国民に「制度として」行う教育がなく、庶民は寺子屋で学ぶことが多かった。その寺子屋では「読み・書き・そろばん」が主な内容であったが、地域の要求によって、他の分野（産業など）も教育内容に加えられていた。
一方、1720年（享保5年）の八代将軍徳川吉宗による享保の改革により、「洋書輸入の禁」が緩和された頃から蘭学が成立し、個人的にではあったものの、近代科学が蘭学塾で伝承され始めた。書物の翻訳が主目的であったが、輪読にとどまらず、そこからさらに深く科学を追究する者も現れた。
そして、1854年（安政元年）の開国をきっかけに、江戸幕府は、国防上の必要性から、欧米の科学技術を積極的に取り入れる方針をとった。長崎海軍伝習所・蕃書調所など、科学技術を教える藩校が設けられた。明治維新後は西洋文明を積極的に取り入れるようになり、福沢諭吉の『窮理図解』など、先進的な洋学者の手によって科学啓蒙書が相次いで出版された。
日本の歴史において、「理科」という単語が登場したのは、青地林宗が文政10年（1827年）に著した「氣海観瀾」などがある。青地は、オランダ語の「Natuurkunde（物理学）」の訳語として「理科」という単語を使っており、「理科は物則の学なり。其の効用を察し、諸を器数に徴し、諸を測験にしらぶ」と書いている。これを端緒とし、以後、宇田川榕庵の「舎密開宗」や赤坂圭斉の「理学初歩」など、日本の科学書において、「理科」という単語が受け継がれていく事となる。

### 「学制」頒布と、科学教育への試行錯誤
1872年（明治5年）の学制頒布時に、はじめて、理科の前身に当たる科目が設けられた。そこでは、近代科学の合理的な自然観が内容として取り上げられるようになった。これは科学的な考え方を養うことに重点を置いたもので、「当時、どの国にも科学教育に大きな比重をかけたものはなかったであろう」という評価もある。
当時は科学教育を受ける段階に進んだ子どもが少なく、教師も学びながら指導した。
この時期の師範学校などでの教師教育は、科学教育に関連することも含め、外国の教育法の直輸入が図られるようになっていた。これに対し、「明治初年の科学啓蒙の精神を忘れ、欧米の技術教育の取り入れに懸命になってしまった。」と、科学教育の理想的な側面から次第に離れていったことを指摘する者もいる。
さらに、カリキュラム・教科書の編成が徐々に文部省主導で進むようになり、1877年（明治10年）頃に取り上げられた科学の教科書には、『物理階梯』『具氏博物学』など、文部省が洋書を翻訳したものが多くなった。そして、学校の現場では、教科書と黒板によって知識注入・暗記する方法が主にとられていた。

### 「理科」の成立

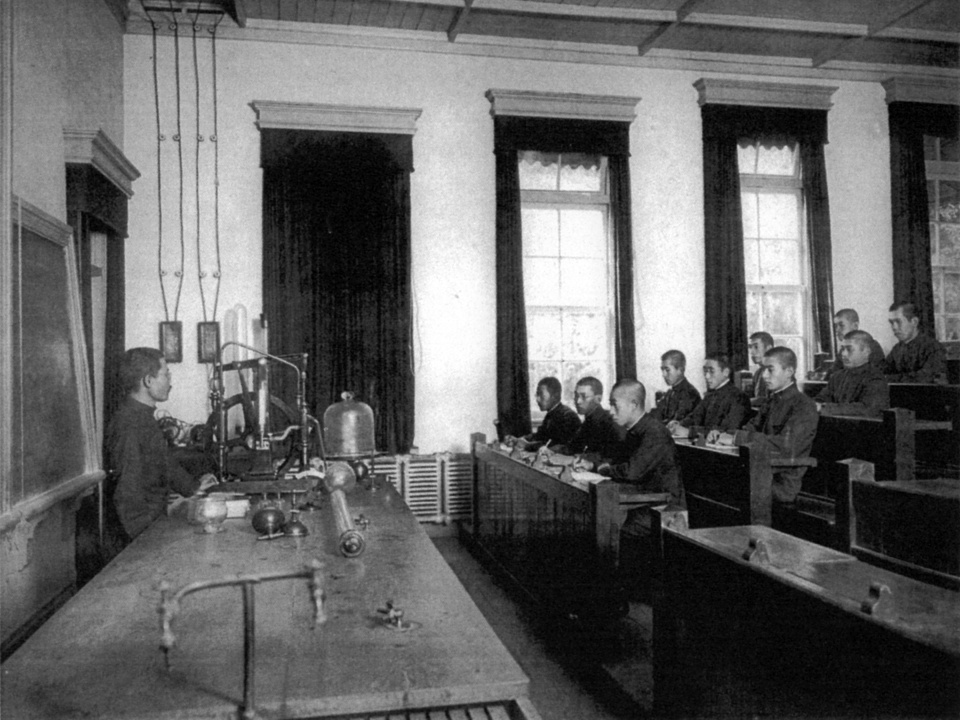
学習院高等学科二部第二年級の物理学授業（1915年）

1886年（明治19年）の学校令で、いままで複数の学科に分かれていたものが「理科」という1つの科目にまとめられ、実質的な理科の内容が決定づけられた。1891年（明治24年）の「小学校教則大綱」には、「第八条 理科ハ通常ノ天然物及現象ノ観察ヲ精密ニシ其相互及人生ニ対スル関係ノ大要ヲ理会セシメ兼ネテ天然物ヲ愛スルノ心ヲ養フヲ以テ要旨トス」と記され、このとき、「科学的な考え方の初歩」を教えるのではなく、自然の事物・人工物（道具類）・自然現象について教えるように方針転換された。つまり「目に見えるものの実験・観察」に重点が置かれることになった。
この流れを受け、1904年（明治37年）の国定教科書制定当初、理科については定められなかった。これは、「教師が教科書に頼って、実験を行わないのでは」という危惧があったためである。その後、1910年（明治43年）に国定教科書が制定されたが、その教科書も「要点を記述するにとどめ、ノート代わりにする」という意図で編纂されていた。
明治40年、高等小学校の1～2年が尋常小学校に統合され、尋常小学校の年数が6年となった結果、明治41年からは尋常小学校の5年、6年のすべての児童が義務教育として学ぶようになった。

### 第一次世界大戦後の理科教育革新運動
「第一次世界大戦後の理科教育革新運動（理科教育改革運動と称すこともある）」には、子ども自身で行う実験の増加、国定教科書による画一的な理科教育へのアンチテーゼも含まれていた。低学年理科への要求も、一部の間で強くなっていた。
この時代の実験・観察は、「教師たちが実験のもつ意味を十分に理解していたとはいえ」ず、講義の補完程度の認識しかなかったという指摘や、「教師自身の中に科学教育についての正しい考え方を着実に伸ばしていくことなしには、立派な設備も訓令も逆効果をもたらしかねないということを教えることになった」という指摘もある。
治安維持法の制定、満州事変・日中戦争と戦時色が強くなるにつれ、科学的な考え方自体が政府の方針にそぐわないものになり、次第に理科教育は沈滞期を迎えることとなった。この結果、戦局が進むにつれ産業技術者が不足することになり、大きな問題になったが、その対応には、国民学校の発足まで時間がかかった。

### 国民学校の発足と、理科教育の変遷
1941年（昭和16年）の国民学校発足により、「理科」は「理数科」という教科の中の「理科」（理数科理科）という科目で教えられることとなった。その「国民学校令施行規則」で、理数科理科の要旨は下記の通り定められた。
- 第七条 理数科ハ通常ノ事物現象ヲ正確ニ考察シ処理スル能ヲ得シメ之ヲ生活上ノ実践ニ導キ合理創造ノ精神ヲ涵養シ国運ノ発展ニ貢献スルノ素地ニ培フヲ以テ要旨トス
- 第九条 理数科理科ハ自然界ノ事物現象及自然ノ理法ト其ノ応用ニ関シ国民生活ニ須要ナル普通ノ知識技能ヲ得シメ科学的処理ノ方法ヲ会得セシメ科学的精神ヲ涵養スルモノトス
- 初等科ニ於テハ児童ノ環境ニ於ケル自然ノ観察ヨリ始メ日常ノ自然物、自然現象、其ノ相互並ニ人生トノ関係、人体生理及自然ノ理法ト其ノ応用ニ関スル事項ヲ授クベシ
- 高等科ニ於テハ其ノ程度ヲ進メ産業、国防、災害防止、家事ニ関スル事項ヲモ授クベシ

「自然の観察」という科目として理科が低学年（1 - 3年）から課されることになったほか、「科学的処理の方法を会得せしめ」という記述にもあるとおり、科学的な合理主義に基づいた内容に近づいた。国粋主義的な文化理念と矛盾しない「日本的科学」の指導にならざるを得なかった。
「『科学教育の立場に一歩踏み出していることを意味する』一方で、『科学のもっとも原理的・一般的な法則・教育の概念』は意図されていない」いう評価や、かえって「実証主義的色彩が強いものである」という評価もある。

### 第二次世界大戦後の理科教育
1947年（昭和22年）に発足した新制中学校・高等学校も含めて、生活単元学習や問題解決学習という、身近な生活から問題を見つけて解決する形の授業形態が中心になった。神崎夏子は、当時の中学・高等学校で使用されていた理科教科書の目次をとりあげ、「科学を学ぶ意義が学問の体系知識を学習すること、研究者を育てることを目的としたものではないことを」示しているという意見を述べた上で、「なぜ理科を学ぶのかに答えてくれるものであった」としている。
子どもの個々の経験から科学の本質・系統的な自然科学の知識を身につけさせることは難しい上、無理があることでもあった。次第に「這い回る経験論」という批判や、基礎学力の低下を憂う声が強くなった。
1958年（昭和33年）告示の学習指導要領では系統学習中心に戻され、傾向は1968年（昭和43年）告示の学習指導要領改訂で強くなった。系統性を重視して内容が知的理解中心・論理主義的になり、授業進度から遅滞する子どもが増えた。

### ゆとり教育
「ゆとり教育」が始まる1977年（昭和52年）告示の学習指導要領改訂は、再び直接経験を重視して授業時間数が減少した。1992年度（平成4年度）に、小学校1・2年の理科が廃止され、生活が新設された。小学校低学年での理科単独の授業は姿を消した。1998年（平成10年）告示の学習指導要領で、理科の指導時間数が減少した。
この学習指導要領の実施後、子どもの学力低下が世論で取り上げられた。2003年（平成15年）に文部科学省が「指導要領に示していない内容を加えて指導も出来る」ように学習指導要領を一部改正し、教科書にも発展的な内容が入った。これに対し、「『学習深度は深く』なったものの、『内容が断片的になり、現場の教員は、かなりの試行錯誤をしている』」との意見もある。

## 理論および実践

### 教授理論
理科教育学は、科学的な認識を軸として認知心理学や発達心理学を学ぶことが多い。子どもの素朴な認識を踏まえ、科学的な認識ができるように授業に取り組むことが重要な姿勢とされているからである。
「なぜだろう」「何だろう」「どうなっているか」「どうすればよいか」という疑問や、事物に対する認識のずれ・矛盾を抱き自ら解決することを手助けて、より理解を深める実践がされている。弁証法的アプローチである。
日本で発達した理科教授理論は、板倉聖宣らの「仮説実験授業」、玉田泰太郎らの「課題方式」などがあり、「問題、予想（仮説）、討論、実験」を基本に、科学的認識の成立過程を再現する授業で、科学の基礎的事実・法則・概念の認識を目標とする。

### 具体的授業
子どもに「おもしろい」と思わせるとともに、子どもが目的を持ち、子ども自身の手で「科学的な考え方を身につける」ことを狙った授業が模索された。
理科授業は「実験」「観察」が多い。板倉聖宣、左巻健男、米村でんじろうや理科指導者らが、子どもが動機づけし易い、実験を交えた授業実践や指導方法が考えられた。同時に科学史の理解も企図する授業が一部で行われている。
実験
実験は教師が行い生徒に過程を見せる演示実験と、生徒が行う実験がある。実験ではアルコールランプ・ガスバーナー等の火気、毒物・劇物・危険物などの危険を伴うものを扱うことが多い。これらを安全に取り扱うことを含めて、授業時に注意する必要がある。
観察
生物の成長・地表・大気圏・天体を題材にする場合などに、子どもに観察を行わせることもある。この場合も、疑問を子どもに持たせて観察させることで、より理解を深めさせる授業実践が行われている。

### 主な学習論

#### 探究学習
探究学習論とは、子どもたちが主体的に探究活動に取り組むことを通して、知識の獲得だけでなく、探究する能力や態度を獲得することを目的とした学習論である。具体的には観察や実験といった探究活動を通して、「問題を見出し、仮説を立てる」「実験計画の立案・実行」「データの分析・解釈」「結果の考察」といった探究する能力（プロセス・スキル）を身につける。日本においては発見学習や問題解決学習と同一視されがちで明確に区別するのはできない。起源となるのはアメリカの教育学者シュワブ（Joseph J Schwab）の学習論で、日本では教育の現代化運動の影響を受けたときに探究学習論の考え方が持ち込まれた。その結果、昭和44年における中学校学習指導要領の改訂の際に探究学習の考えが多く取り込まれた。現在の理科教育においても知識の獲得だけでなく、それを獲得するためのプロセスを重視する「探究の過程重視」という考え方は受け継がれている。

#### 問題解決学習
児童生徒が当面している問題の解決への努力を通して、経験や知識を再構成し、発展させて子どもの自主的、創造的、批判的な思考能力を高めようとする学習形態。
問題解決学習の授業においては、自分の考えや気持ちを、自分の言葉でしっかりと仲間に語ることと、仲間の話をしっかりと受け止めて聞き、それに誠実に応えることに重点が置かれている。子どもたちは、大切なことはしっかりと友だちに伝え、友だちが言った大切なことはしっかりと聞いて覚えている。その結果、教師が「説明したつもり」の授業と比べて、知識や技能の定着が高い。教師は子どもたちの動きを見つつ、教えることが必要な知識や技能を､「どの子どもから、どの場面で出させるか」を考え、その場面でうまく出させて､そこで立ち止まって、子どもたちがそれに注目するように確認している。

#### 有意味受容学習
デイヴィット・オーズベルらによって1960年代に提唱された学習理論。有意味受容学習とは、有意味学習と受容学習を統合した学習のことをいう。有意味学習とは、学習者が学習内容の意味を理解して学ぶことをいう。一方、学習内容を理解せずただ暗記する学習を機械的学習という。受容学習とは教師によって提示された学習内容を学習者が受け入れて学ぶことをいう。一方、発見学習は学習内容を教師から与えられず学習者自らが発見していくことをいう。ここから、学習を大きく次の4つに分類できる。
(1)有意味受容学習 (2)機械的受容学習 (3)機械的発見学習 (4)有意味発見学習
受容学習＝機械的学習、発見学習＝有意味学習ではない。むしろ、発見学習は、おうおうにして機械的学習におちいり、有意味発見学習が成立するのは、かなり困難である。さらに、現実の学校教育を見ると主流は有意味受容学習であることがわかる。
この有意味受容学習を、より効果的なものにするために、オーズベルは、「先行オーガナイザー」を考案した。「先行オーガナイザー」とは、学習内容に入るに前に学習者に提示され、学習者の現在の認知構造とこれからの学習内容とのギャップをうめこれからの学習を先導できる材料のことをいう。

#### 総合学習
教育カリキュラムは一般的に教科中心主義、児童中心主義、社会中心主義の3つに分かれる。望ましいカリキュラムは3つの主義を「総合」の概念で把握する。その形態は時代の社会要求や児童生徒観で多様である。
1920年代ドイツで成立した郷土科、合科教授、事実教授、1930年代アメリカのコース・オブ・スタディーののヴァージニアプログラムやカリフォルニアプログラム、日本は生活や総合的な学習の時間がある。

## 課題

### 「科学教育」
日本の理科教育は、広義にとらえるならば科学教育のひとつである。狭義に「学校での理科教育」としてとらえた場合、前述のとおり（特に、明治以降、）純粋な科学教育とは若干違う方向の発展をしてきた。
このことに対し、森一夫は、日本の伝統的な自然観に下記の特徴があり、今の理科教育にも影響していることを指摘している。
- 「見える」物事の知覚的経験を重視するが、その背後にある「見えない」法則性・成立根拠を問い直そうとしない即物性（実証主義）がある。
- 自然をとらえるとき、「学」の対象ではなく、役に立つための「術」の対象と見る実用性（実学主義（英語版）・技術主義）がある。
- 自然と人間の不可分・一体化を強調する全体性（ホーリズム）がある。

限られた時間で「科学的な法則を体系的に理解させること」と「実体験から科学的な考え方を身につけさせること」を両立させることは難しく、問題解決学習と系統学習、「自然に対する観察・体験」と「科学技術体系の注入」のどちらを重視するかで揺れ動いている。

### 教員養成

#### 中学校・高等学校
日本で中学校および高等学校「理科」の教員免許を取得する際は、教育職員免許法施行規則第四条および第五条に基づき、次の内容を含む科目を規定単位数以上履修が必須である。
- 物理学
- 化学
- 生物学
- 地球科学

第六条第四欄が規定する「各教科の指導法」として、「理科」の指導法（理科教育法などと呼ばれる。基本的には、理科教育学を含む）を履修する必要がある。中学校の免許取得のためには、物理学、化学、生物学、地学のそれぞれについて実験を伴う授業を、高等学校の場合はこれらのうち少なくとも1つの授業を履修する必要がある。
2010年2月現在、中学校・高等学校「理科」教員免許は教員養成系や自然科学系の多くの大学で取得可能だが、国・社・数・理・英の五教科中で唯一、2010年4月に明星大学通信教育部の教育学科が課程認定を受けるまで、通信教育で教員免許を取得できなかった。

#### 小学校
小学校教員免許を取得する場合は、教育職員免許法施行規則第六条第四欄「各教科の指導法」で「理科」の指導法を履修する必要がある。
第三条の「教科に関する科目」に「理科」の単位がふくまれている。この科目は1993年の時点には一種免許状などで必修であったが、2010年2月現在「一以上の科目について修得」すればよいと規定されている。そのため、2010年現在では、「理科」の科目を履修しないで小学校教員免許を取得する場合もありうる。受講している場合も、授業時間や担当教員の専門などの理由から、必ずしも理科に関するすべての分野が取り扱われるわけではない。
小学校教員志望者は理科の苦手意識が強い文系出身者が多く、理科の基礎教養に欠ける者も見られる。現職の小学校教員は「理科（特に物理・地学）の指導について苦手意識が強い」者が多く、「理科の指導法についての知識・技能を大学時代にもっと学んでおいた方がよかったと思っている」などのアンケート結果も見られる。